# Løgmanssteypið 2025
La Løgmanssteypið 2024 è la 71ª edizione della coppa nazionale delle Fær Øer. Iniziata il 7 aprile 2025, si concluderà il 31 ottobre 2025 con la finale.
La squadra campione in carica è l'HB Tórshavn, che ha vinto la sua trentesima coppa nazionale nell'edizione 2024.

## Partite

### Primo turno
Al primo turno partecipano 9 squadre della Formuladeildin, 4 della 1. deild e una della 2. deild.
| 7 aprile 2025 |       |                 |
| Skála ÍF      | 8 – 0 | TB Tvøroyri     |
| Víkingur Gøta | 3 – 1 | NSÍ Runavík     |
| AB Argir      | 1 – 0 | Suðuroy         |
| HB Tórshavn   | 1 – 2 | KÍ Klaksvík     |
| 07 Vestur     | 1 – 3 | B36 Tórshavn    |
| 9 aprile 2025 |       |                 |
| B68 Toftir    | 4 – 0 | ÍF Fuglafjørður |
| FC Hoyvík     | 1 – 2 | B71 Sandur      |

### Quarti di finale
Ai quarti di finale prendono parte le 7 vincenti del primo turno e una squadra della Formuladeildin.
| 21 aprile 2025 |                 |              |
| KÍ Klaksvík    | 1 – 1 (4-3 dtr) | B36 Tórshavn |
| EB/Streymur    | 2 – 3           | AB Argir     |
| B71 Sandur     | 3 – 6           | B68 Toftir   |
| Víkingur       | 2 – 1           | Skála ÍF     |

### Semifinali
| Squadra 1                        | Totale | Squadra 2 | Andata | Ritorno |
| -------------------------------- | ------ | --------- | ------ | ------- |
| 20-21 maggio / 18-19 giugno 2025 |        |           |        |         |
| KÍ Klaksvík                      | 6 – 1  | AB Argir  | 4 - 0  | 2 - 1   |
| B68 Toftir                       | 0 – 4  | Víkingur  | 0 - 2  | 0 - 2   |

### Finale
| Tórshavn 31 ottobre 2025, ore 15:00 GMT +0 | KÍ Klaksvík | – | Víkingur | Tórsvøllur |